# Vigna mudenia
Vigna mudenia là một loài thực vật có hoa trong họ Đậu. Loài này được B.J.Pienaar miêu tả khoa học đầu tiên.